# Lac Émeraude (Saint-Ubalde)
Pour l’article homonyme, voir Émeraude (homonymie).
Le lac Émeraude est située dans la partie nord de la municipalité de Saint-Ubalde, dans la MRC de Portneuf, dans la région administrative de la Capitale-Nationale, dans la province de Québec, au Canada.
Ce lac est réputé pour la Montagne du Lac Émeraude est interrelié au parc naturel régional de Portneuf et pour la villégiature car une quarantaine de chalets y sont bâtis.
La zone nord-ouest et sud du lac est desservie par le chemin du Lac-Émeraude. Les parties nord et est du lac sont desservies par des routes forestières secondaires.
La foresterie constitue la principale activité économique du secteur; les activités récréotouristiques, en second.
La surface du lac Émauraude est habituellement gelée du début de décembre à la fin mars, toutefois la circulation sécuritaire sur la glace se fait généralement de la mi-décembre à la mi-mars.

## Géographie
D'une longueur de 2,1 km et d'une largeur maximale de 1,3 km, le lac Émeraude ressemble à un triangle dont le côté Est est adossé à une falaise d'une hauteur de 64 m de la Montagne du Lac Émeraude dont le sommet atteint 240 m. Ce lac comporte cinq petites baies qui épousent chacune la forme d'un petit triangle. Ce lac est situé entièrement en milieu forestier.
Le lac Émeraude est située à 0,8 km au sud-ouest de la limite du parc naturel régional de Portneuf. Comportant 70 km2, ce parc englobe notamment les lacs Long, Montauban, Carillon, Sept Îles, lac en Cœur, « À l'Anguille » et quelques autres plans d'eau plus secondaires. Ce parc est populaire pour les activités récréo-touristiques : pistes de randonnées pédestres, ski de fond, rampe de mise-à-l'eau… Une piste de vélo de 5,1 km relie le lac Blanc et le lac Carillon en contournant la Montagne du lac Émeraude.
L'embouchure du lac Émeraude est située au fond d'une petite baie de la rive nord-ouest. De là, le courant coule sur :
- 1,9 km vers le nord-ouest, puis le sud-ouest, jusqu'à une baie de la rive nord-est du Lac Blanc ;
- 4,1 km vers le sud-ouest, puis le sud, en traversant le lac Blanc ;
- 29,25 vkm vers le sud par la rivière Blanche ;
- 1,8 km vers le sud par la rivière Noire ;
- 11,5 km vers le sud par la rivière Sainte-Anne qui se déverse sur la rive nord-ouest du fleuve Saint-Laurent[2].

## Toponymie
Le terme « Émeraud » s'avère un patronyme de famille. Tandis que le terme « Émeraude » se réfère à un minéral, du groupe des silicates, sous-groupe des cyclosilicates, variété de béryl, dont la couleur verte provient de traces de chrome, de vanadium et parfois de fer. L'émeraude est, avec le diamant, le saphir et le rubis, l'une des quatre pierres précieuses.
Le toponyme « Lac Émeraude » (Portneuf) a été inscrit le 7 juin 1996 à la Banque des noms de lieux de la Commission de toponymie du Québec.